# Lupita d’Alessio
Lupita d’Alessio (született Guadalupe Contreras Ramos; Tijuana, Mexikó, 1954. március 10.) mexikói énekesnő és színésznő. Elterjedt beceneve „az Alvó Oroszlán” (spanyolul: la Leona Dormida), mivel dalaiban egyik fő kedvenc témája a férfiak kritizálása.
Ötször házasodott, három fia van, az egyik közülük, Ernesto d’Alessio szintén énekes.

## Filmszerepei
- Otro rollo… Historia en diez – „Más téma… Történet tízesben” (2005)
- Hoy – „Ma” (2004)
- Enciende la magia de la Navidad  – „Kigyúlik a Karácsony varázsa” (2001)
- Ellas, inocentes o culpables – „Nők, ártatlanok vagy bűnösek” (2000)
- Lo blanco y lo negro – „A fekete és a fehér” (1989)
- Tiempo de amar – „A szerelem ideje” (1987)
- Mentiras  – „Hazugságok” (1986)
- Siempre en domingo – „Mindig vasárnap” (1984)
- Hoy voy a cambiar – „Ma megváltozom” (1983)
- Aprendiendo a amar – „Megtanulni szeretni” (1980)
- Pacto de amor – „Szerelmi egyezség” (1977)
- Paloma – „Galamb” (1975)
- Ana del aire – „Anna a levegőből” (1974)
- Mundo de juguete – „A játék világa” (1974)
- Entre brumas – „Felhők közt” (1973)
- Cartas sin destino – „Sors nélküli levelek” (1973)

## Diszkográfia
- El adiós – "A búcsú"
- La gira de Adiós en vivo – "Búcsúkörút élőben"
- Historia musical (Box Slipcase) – "Zenei történelem" (2005)
- Historia musical (Box) – "Zenei történelem"  (2004)
- México – "Mexikó" (2003)
- Para toda la vida – „Az egész életre” (2002)
- Por amor y contra ellos – „Szerelem miatt és ellenük” (2002)
- Vol. 3 – "Harmadik rész" (2001)
- 15 éxitos originales, Vol. 1 – "15 eredeti siker, első rész" (2001)
- Discotheque –  "Diszkó" (2001)
- 14 éxitos de colección – „14 sláger gyűjtőknek” (2000)
- 20 éxitos – „20 sláger” (2000)
- Las 15 consagradas de Lupita d'Alessio – „Lupita d'Alessio 15 megtestesítője [slágere]” (2000)
- Colección de oro – „Aranykollekció” (1999)
- 30 años de éxitos – „30 év slágerekben” (1998)
- Algo desconocido – „Valami ismeretlen” (1997)
- 15 éxitos – „15 sláger” (1997)
- Cara a cara – „Szemtől szemben” (1997)
- 16 éxitos originales – „16 eredeti sláger” (1997)
- Inmortales de Lupita d'Alessio – „Lupita d'Alessio halhatatlanjai” (1996)
- Románticas – „Romantikus dalok” (1996)
- Tiempo de amar – „A szerelem ideje” (1995)
- En el principio – "Kezdetben" (1995)
- Historia musical de Lupita d'Alessio, Vol. 2 – „Lupita d'Alessio zenei története, 2. rész” (1995)
- No me pregunten – „Ne kérdezzétek tőlem” (1995)
- Desde mi libertad – „Szabadságomtól kezdve” (1994)
- 15 éxitos originales, Vol. 3 – "15 eredeti siker, harmadik rész" (1994)
- 15 éxitos originales, Vol. 2 – "15 eredeti siker, második rész"  (1994)
- 30 éxitos: La historia musical de Lupita d'Alessio – „Lupita d'Alessio zenei története”  (1993)
- La d'Alessio "A d'Alessio" (1993)
- Lupita d'Alessio (1992)
- 20 éxitos – "20 siker" (1992)
- Música de su película: Mudanzas / Mentiras / Ni guerra ni paz – „Filmjének zenéje: Költözések / Hazugságok / Sem háború, sem béke” (1992)
- Interpreta J. Gabriel y J. A. Jimenez– „J. Gabriel és J. A. Jimenez szerzeményeit adja elő” (1991)
- Aprendiendo a amar – „Megtanulni szeretni” (1991)
- Gaviota del aire – „Sirály a levegőből” (1991)
- Boleros de siempre – „Örök bolerók” (1991)
- Juro que nunca volveré – „Esküszöm, hogy soha vissza nem térek” (1991)
- 20 éxitos rancheros – „20 mariachi sláger” (1991)
- Lupita d'Alessio (1991)
- Concierto de Discotheque – "Diszkókoncert" (1991)
- Ya no regreso contigo – „Már nem térek vissza hozzád” (1991)
- En concierto – „Koncerten” (1990)
- Soy Como Toda Mujer "Átlagos nő vagyok" (1990)
- Sentimiento ranchero – „Ranchero érzelmek” (1990)
- No me pregunten – „Ne kérdezzétek tőlem” (1990)
- Te amo – „Szeretlek” (1990)
- Lo blanco y lo negro – „A fehér és a fekete” (1989)
- Tesoro musical – „Zenei kincsestár” (1989)
- Mentiras– „Hazugságok” (1988)
- Otra vez – „Még egyszer”
- Que se detenga el tiempo – „Álljon meg az idő”
- Juro que nunca volveré – „Esküszöm, hogy soha vissza nem térek”